# فیلون، ادلب
فیلون (به عربی: فیلون) یک روستا در سوریه است که در ادلب واقع شده‌است. فیلون ۳٬۱۳۶ نفر جمعیت دارد.